# توماس دو جونز
توماس دو جونز (بالإنجليزية: Thomas Dow Jones)‏ هو نحات أمريكي، ولد في 11 ديسمبر 1811 في مقاطعة أونيدا في الولايات المتحدة، وتوفي في 27 فبراير 1881.